# Dimorphostylis longitelson
Dimorphostylis longitelson är en kräftdjursart som beskrevs av Kurian 1963. Dimorphostylis longitelson ingår i släktet Dimorphostylis och familjen Diastylidae. Inga underarter finns listade i Catalogue of Life.